# Alphomelon talidicida
Alphomelon talidicida är en stekelart som först beskrevs av Wilkinson 1931.  Alphomelon talidicida ingår i släktet Alphomelon och familjen bracksteklar. Inga underarter finns listade i Catalogue of Life.